# Parafia św. Michała Archanioła w Smogorzowie Wielkim
Parafia św. Michała Archanioła w Smogorzowie Wielkim – parafia w dekanacie Wołów, w archidiecezji wrocławskiej. Erygowana w XIV w.
Obsługiwana przez księży archidiecezjalnych. Jej proboszczem jest ks. mgr Józef Więcławek RM.
Na elewacji kościoła znajduje się epitafium Fridricha von Motschelnitza (zm. 1585) z herbami ojcowskimi (po lewej), von: Motschelnitz, Runge  i matczynymi (po prawej), von: Mohl, Braun.

## Parafialne księgi metrykalne
| Księgi metrykalne | Okres ewidencji    |
| ----------------- | ------------------ |
| chrztów           | 1666 - 1754 1945 - |
| ślubów            | 1666 - 1754 1945 - |
| zgonów            | 1666 - 1754 1945 - |